# Manulea schaeferi
Manulea schaeferi är en flenörtsväxtart som beskrevs av Pilger. Manulea schaeferi ingår i släktet Manulea och familjen flenörtsväxter. Inga underarter finns listade i Catalogue of Life.